# Osmium
Osmium (ⓘ) ist ein chemisches Element mit dem Elementsymbol Os und der Ordnungszahl 76; im Periodensystem der Elemente steht es in der 8. Gruppe, der Eisengruppe. Es ist ein hartes, sprödes, stahlblaues Übergangsmetall und gehört zu den Platinmetallen. Osmium besitzt mit 462 GPa den höchsten Kompressionsmodul aller Elemente, lediglich übertroffen von aggregierten Diamant-Nanostäbchen, und mit 22,6 g/cm3 die höchste Dichte.
Biologische Funktionen von Osmium sind weder im menschlichen noch in anderen Organismen bekannt. Technisch wird Osmium wegen seines hohen Preises nur verwendet, wenn Haltbarkeit und Härte ausschlaggebend sind.

## Geschichte
Osmium, das schwerste Homologe der 8. Gruppe im Periodensystem, wurde 1804 von Smithson Tennant zusammen mit Iridium im Rückstand von in Königswasser aufgelöstem Platin entdeckt. Der Name „Osmium“ entstammt dem rettichartigen Geruch (altgriechisch ὀσμή osmē „Geruch, Gestank“) seines in geringer Konzentration vorhandenen flüchtigen Tetroxids. Die zwei französischen Chemiker Louis-Nicolas Vauquelin und Antoine-François de Fourcroy entdeckten zur selben Zeit dieses Metall in Platin und benannten es ptène.
Die erste wichtige Anwendung des Metalls war am Anfang des 20. Jahrhunderts seine Verwendung als Material für Glühfäden in Glühlampen durch Carl Auer von Welsbach. Der Name der Firma Osram leitet sich von den dazu eingesetzten Metallen Osmium und Wolfram ab. In der Anwendung hatte die Verwendung von Osmium jedoch einige Nachteile. Neben dem hohen Preis war vor allem die schwierige Verarbeitung ein Problem. Osmium ist spröde und kann nicht zu Fäden gezogen werden. Daher wurden die Glühfäden durch Spritzen einer osmiumhaltigen Paste und anschließendes Verglühen der organischen Bestandteile hergestellt. Die so erhaltenen Fäden waren allerdings zu dick für hohe Spannungen und außerdem empfindlich gegenüber Erschütterungen und Spannungsschwankungen. Nach kurzer Zeit wurden sie zunächst durch Tantal und schließlich durch Wolfram ersetzt.

## Vorkommen

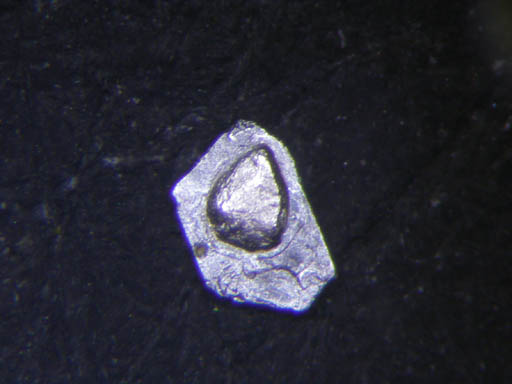
Natürliches Osmium (zwei miteinander verschmolzene Kristalle) aus einem Flussbett auf Hokkaidō

Osmium ist mit einem Anteil von 1 · 10−8 an der Erdkruste sehr selten. Es ist fast immer mit den anderen Platinmetallen Ruthenium, Rhodium, Iridium, Palladium und Platin vergesellschaftet. Osmium kommt häufig gediegen, aber auch gebunden als Sulfid, Selenid oder Tellurid vor.
Bei den Osmiumvorkommen wird zwischen primären und sekundären Lagerstätten unterschieden. Primäre Lagerstätten sind Kupfer-, Nickel-, Chrom- oder Eisenerze, in denen geringe Mengen an Platinmetallen in gebundener Form enthalten sind. Es gibt keine eigenständigen Osmiumerze.
Neben diesen Erzen existieren sekundäre Lagerstätten oder Seifenlagerstätten, in denen Osmium und die anderen Platinmetalle gediegen vorkommen. Dabei wurden die Metalle nach Verwitterung vom Wasser ausgewaschen und haben sich – bedingt durch ihre hohe Dichte – an geeigneten Stellen angereichert (vgl. Gold). Osmium kommt dabei vor allem in den natürlichen Legierungen Osmiridium und Iridosmium vor, die neben Osmium vor allem Iridium enthalten und nach ihrem überwiegenden Bestandteil unterschieden werden.
Die wichtigsten Vorkommen sind die platinmetallreichen Nickelerze in Kanada (Sudbury, Ontario), Russland (Ural) und Südafrika (Witwatersrand). Sekundäre Lagerstätten befinden sich am Fuß des Urals, in Kolumbien, Äthiopien und auf Borneo.

## Osmium als Mineral
Seit der 1991 erfolgten Neudefinition der Platingruppen-Elementminerale und -legierungen durch Donald C. Harris und Louis J. Cabri werden innerhalb des ternären Systems Os-Ir-Ru alle hexagonalen Legierungen mit Os als Hauptelement als Osmium angesprochen. Die früher parallel verwendeten Mischkristall-Mineralnamen Iridosmin, Osmiridium und Rutheniridosmium sind entsprechend diskreditiert und gelten nun als Varietäten von Osmium.
Osmium ist seit dieser Neudefinition von der International Mineralogical Association (IMA) als eigenständiges Mineral anerkannt. Gemäß der Systematik der Minerale nach Strunz (9. Auflage) wird Osmium unter der System-Nr. 1.AF.05 (Elemente – Metalle und intermetallische Verbindungen – Platin-Gruppen-Elemente (PGE) – Rutheniumgruppe) (8. Auflage: Osmium-Reihe I/A.05a; beziehungsweise der nachfolgenden Lapis-Systematik: I/A.13-020) eingeordnet. Die vorwiegend im englischsprachigen Raum verwendete Systematik der Minerale nach Dana führt das Element-Mineral unter der System-Nr. 01.02.02.01 (Elemente: Platingruppenmetalle und -legierungen – Osmiumgruppe (Raumgruppe P63/mmc)).
Insgesamt sind weltweit bisher mehr als 300 Fundorte für gediegenes Osmium und seine Varietäten dokumentiert (Stand 2024).

## Gewinnung und Darstellung

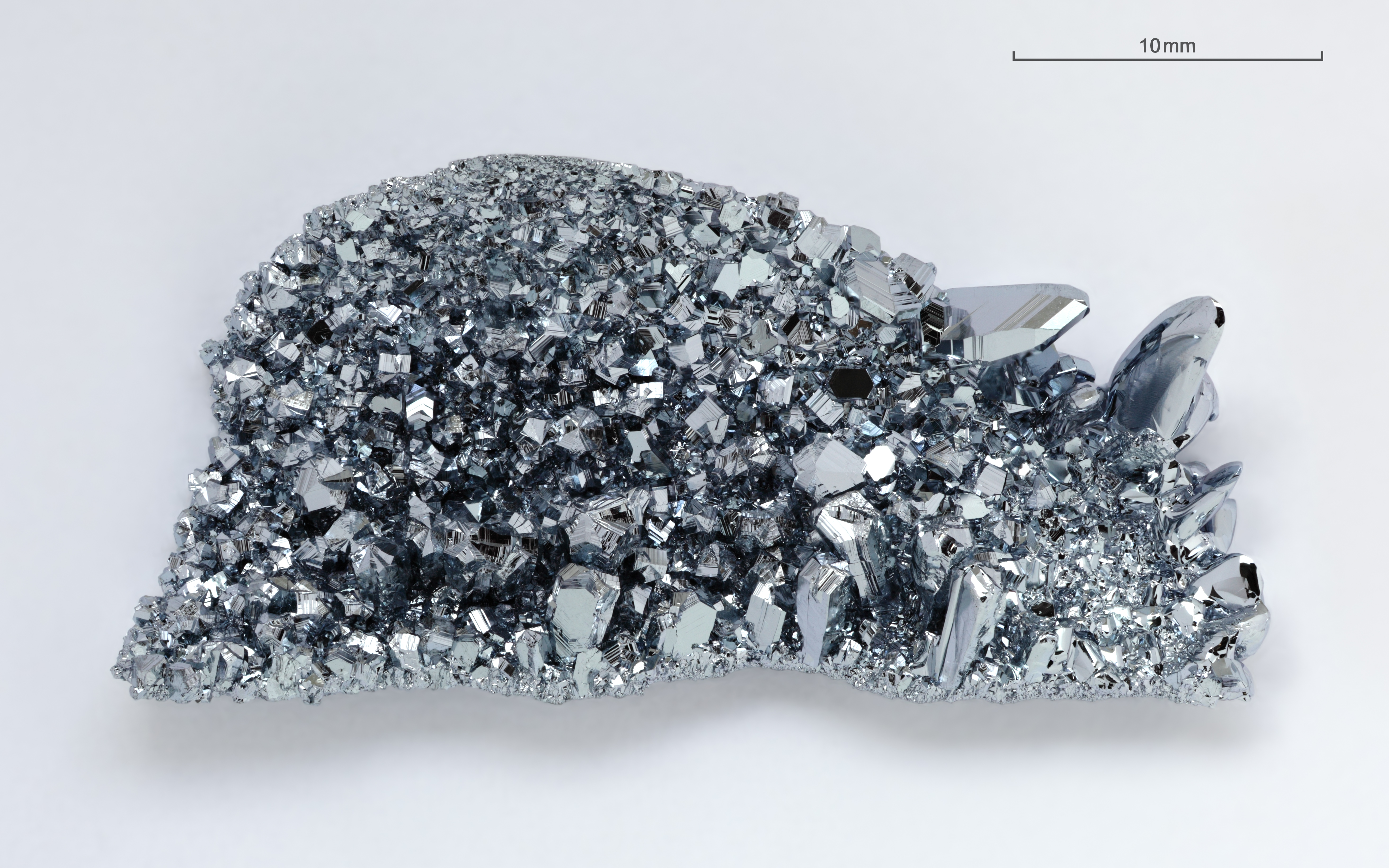
Osmium-Kristallcluster, gezüchtet mittels einer chemischen Transportreaktion

Die Herstellung von Osmium ist aufwendig und erfolgt im Zuge der Gewinnung anderer Edelmetalle wie Gold oder Platin. Die dazu verwendeten Verfahren nutzen die unterschiedlichen Eigenschaften der einzelnen Edelmetalle und ihrer Verbindungen, wobei nach und nach die Elemente voneinander getrennt werden.
Als Ausgangsmaterial dienen edelmetallhaltige Erze oder Anodenschlamm aus der Nickel- oder Goldgewinnung. Das Erz wird zunächst in Königswasser gelöst. Dabei gehen Gold, Palladium und Platin in Lösung, die anderen Platinmetalle und Silber bleiben zurück. Das Silber reagiert zunächst zu unlöslichem Silberchlorid, das mit Bleicarbonat und Salpetersäure (Bildung von Silbernitrat) entfernt werden kann. Durch Schmelzen mit Natriumhydrogensulfat und anschließendem Auslaugen kann Rhodium als Rhodium(III)-sulfat gelöst und abgetrennt werden. Danach wird der verbleibende Rückstand mit Natriumperoxid geschmolzen, wodurch Osmium und Ruthenium gelöst werden und das unlösliche Iridium zurückbleibt. Wenn diese Lösung mit Chlor behandelt wird, entstehen die flüchtigen Stoffe Rutheniumtetroxid und Osmiumtetroxid. Bei Zugabe von alkoholischer Natronlauge löst sich nur Osmiumtetroxid und kann auf diese Weise vom Ruthenium abgetrennt werden. Das Osmium wird mit Ammoniumchlorid als Komplex ausgefällt und schließlich mit Wasserstoff zu metallischem Osmium reduziert:
{\displaystyle {\ce {[OsO2(NH3)4]Cl2 + 3 H2 -> Os + 4 NH4^+ + 2 Cl^- + 2 OH^-}}}
Osmium wird nur in sehr geringen Mengen gewonnen, die Produktionsmenge liegt weltweit bei ca. 100 kg pro Jahr.

## Eigenschaften

### Physikalische Eigenschaften

Kristallstruktur von Os, a = 273,5 pm, c = 431,9 pm

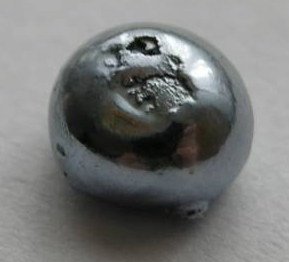
Osmium als Schmelzperle

Metallisches Osmium ist ein auch bei höheren Temperaturen glänzendes Schwermetall von stahlblauer Farbe. Es kristallisiert in einer hexagonal-dichtesten Kugelpackung in der Raumgruppe P63/mmc (Raumgruppen-Nr. 194) mit den Gitterparametern a = 273,5 pm, c = 431,9 pm sowie zwei Formeleinheiten pro Elementarzelle.
Osmium ist vor Iridium das Element mit der höchsten Dichte. Kristallographische Berechnungen ergeben für Osmium 22,59 g/cm3 und für Iridium 22,56 g/cm3 im natürlichen Isotopenverhältnis. Damit ist Osmium das dichteste auf der Erde natürlich vorkommende Element.
Osmium besitzt von allen Platinmetallen den höchsten Schmelzpunkt und den niedrigsten Dampfdruck. Sein Kompressionsmodul von 462 GPa ist unter den höchsten aller bekannten Elemente und Verbindungen; damit ist es sogar weniger komprimierbar als Diamant mit 443 GPa, nur aggregierte Diamant-Nanostäbchen sind noch härter (bis zu 491 GPa). Unterhalb der Sprungtemperatur von 0,66 K wird Osmium zum Supraleiter.

### Chemische Eigenschaften
Osmium gehört zu den Edelmetallen und ist damit reaktionsträge. Es reagiert direkt nur mit den Nichtmetallen Fluor, Chlor und Sauerstoff. Eine Reaktion von Sauerstoff und kompaktem Osmium findet erst bei Rotglut statt. Je nach Reaktionsbedingungen entsteht Osmiumtetroxid (weniger hohe Temperaturen, hoher Sauerstoffdruck) oder Osmiumtrioxid (nur in der Gasphase stabil). Feinverteiltes Osmium bildet schon bei Raumtemperatur in Spuren hochgiftiges Osmiumtetroxid.
In nichtoxidierenden Mineralsäuren ist Osmium unlöslich, selbst Königswasser kann Osmium bei niedrigen Temperaturen nicht auflösen. Starke Oxidationsmittel wie konzentrierte Salpetersäure und heiße Schwefelsäure sowie alkalische Oxidationsschmelzen wie Natriumperoxid- und Kaliumchloratschmelzen können Osmium jedoch angreifen.

## Isotope
Von Osmium sind insgesamt 34 Isotope und 6 Kernisomere bekannt, davon kommen die sieben Isotope mit den Massen 184, 186, 187, 188, 189, 190 und 192 natürlich vor. 192Os ist mit einem Anteil von 40,78 % des natürlichen Osmiums das häufigste Isotop, 184Os mit 0,02 % das seltenste. Als einziges der natürlichen Isotope ist 186Os radioaktiv, jedoch mit über 2 Billiarden Jahren Halbwertszeit nur schwach. Neben diesen gibt es noch weitere 27 kurzlebige Isotope von 162Os bis 196Os, die wie die kurzlebigen Kernisomere nur künstlich herstellbar sind.
Die zwei Isotope 187Os und 189Os können für kernspintomographische Untersuchungen verwendet werden. Von den künstlichen Nukliden werden 185Os (Halbwertszeit 96,6 Tage) und 191Os (15 Tage) als Tracer verwendet. Das Verhältnis von 187Os zu 188Os kann in Rhenium-Osmium-Chronometern zur Altersbestimmung in Eisenmeteoriten benutzt werden, da 187Re langsam zu 187Os zerfällt (Halbwertszeit: 4,12 · 1010 Jahre).

## Verwendung

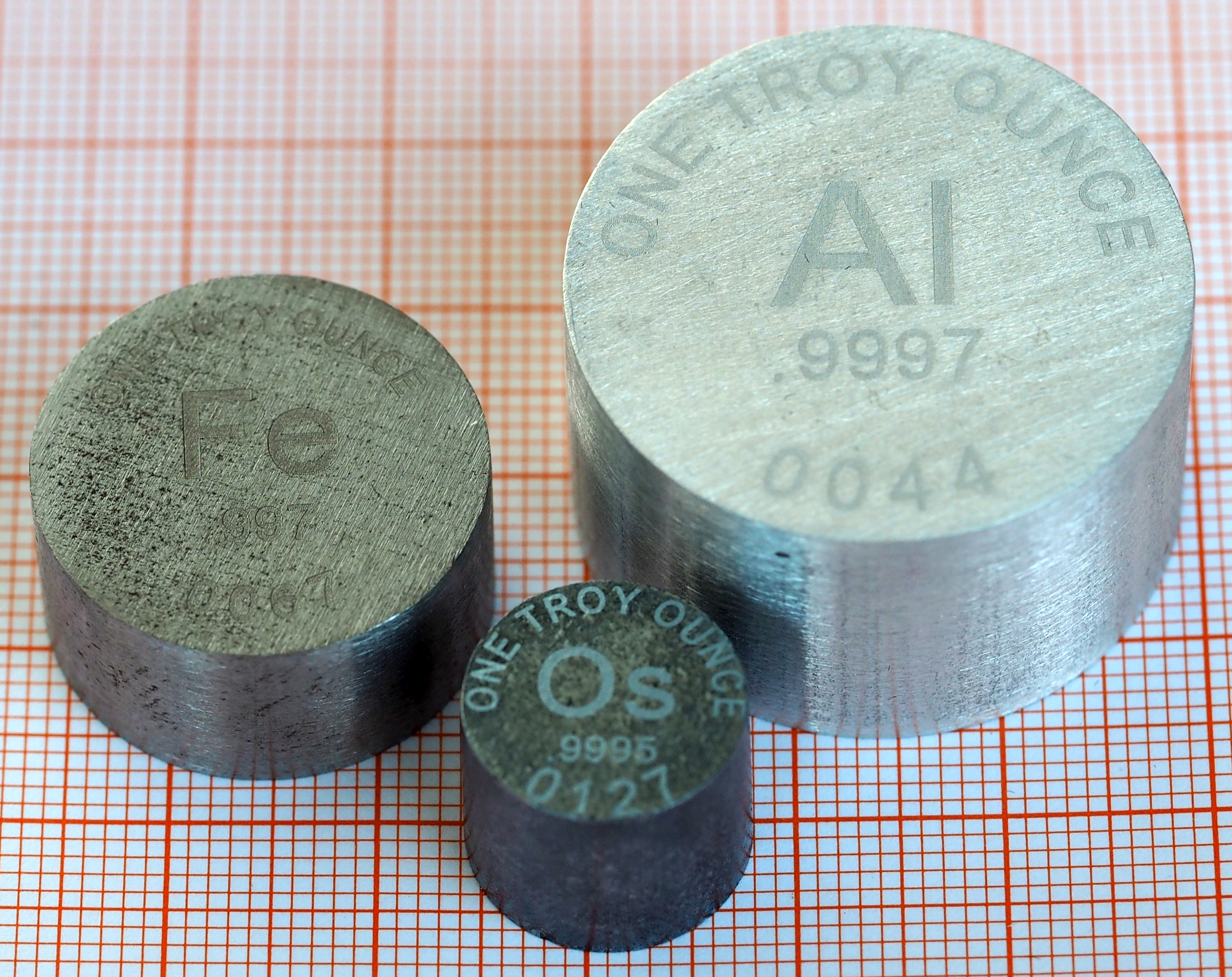
Je 1 Feinunze Sammlerbarren aus Eisen, Osmium und Aluminium, hergestellt aus verpresstem und gesintertem Pulver.

Für das Element gibt es wegen seiner Seltenheit, komplizierten Gewinnung und des damit einhergehenden hohen Preises von ca. 400 US$ pro Unze (Osmium powder, Stand 2018) verhältnismäßig wenige technische Anwendungen. Aufgrund der hohen Giftigkeit der Oxide wird Osmium selten in reinem Zustand verwendet. In abrasiven und verschleißenden Anwendungen wie in Spitzen von Füllfederhaltern, phonographischen Abtastnadeln, Wellen und Zapfen im Instrumentenbau sowie elektrischen Kontakten kommen harte osmiumhaltige Legierungen der Platinmetalle zum Einsatz. Eine Legierung aus 90 % Platin und 10 % Osmium wird zu medizinischen Implantaten und künstlichen Herzklappen verarbeitet sowie in Herzschrittmachern verwendet. Manchmal wird Osmium als Katalysator für Hydrierungen benutzt. Osmium wurde auch in Legierung mit Wolfram in den Glühfäden der Osram-Glühlampen verwendet.

## Nachweis
Mögliche Nachweise von Osmium können über das Osmiumtetroxid erfolgen. Ein einfacher, aber wegen der Giftigkeit nicht empfehlenswerter Nachweis wäre über den charakteristischen Geruch des Osmiumtetroxids. Es sind aber auch chemische Nachweise möglich. Dabei wird eine osmiumhaltige Probe auf Filterpapier mit Benzidin- oder Kaliumhexacyanoferratlösung zusammengebracht. Mit Benzidin verfärbt sich das Papier bei Anwesenheit von Osmiumtetroxid violett, mit Kaliumhexacyanoferrat hellgrün.
In der modernen Analytik sind diese Nachweise nicht mehr von Bedeutung; heute kann Osmium mittels instrumenteller Verfahren wie Neutronenaktivierungsanalyse, Voltammetrie, Atomspektrometrie oder Massenspektrometrie nicht nur nachgewiesen, sondern mit hoher Genauigkeit quantitativ bestimmt werden. Die NMR-Spektroskopie und Röntgenbeugung ermöglichen die Strukturanalytik von organischen und anorganischen Osmiumverbindungen.

## Sicherheitshinweise
Metallisches, kompaktes Osmium ist luftbeständig und harmlos. Das Pulver ist gefährlicher, denn neben seiner Einstufung als „Entzündlich“, „Ätzend“ und „Reizend“ bildet es bereits bei Raumtemperatur das hochgiftige Osmium(VIII)-oxid. Stäube davon können eine Lungenreizung mit Hyperämie bis zum Lungenödem hervorrufen sowie zu Haut- oder Augenschäden führen. Schon bei Hautkontakt besteht eine Lebensgefahr.
Metallisches Osmium ist als fein verteiltes Pulver oder Staub leichtentzündlich, in kompakter Form aber nicht brennbar. Zum Löschen von Osmiumbränden müssen Metallbrandlöscher (Klasse D) oder Löschpulver verwendet werden, keinesfalls darf Wasser verwendet werden, wegen der Explosionsgefahr durch entstehenden Wasserstoff und Sauerstoff.

## Verbindungen
Es sind Verbindungen und Komplexe in den Oxidationsstufen von −II bis +VIII bekannt, die stabilste Oxidationsstufe ist +IV. Osmium zählt zusammen mit Ruthenium und Xenon zu den wenigen Elementen, die die Oxidationsstufe +VIII erreichen. Lediglich Iridium weist eine höhere Oxidationsstufe von +IX auf. Osmium bildet mit den meisten Nichtmetallen Verbindungen wie Oxide, Halogenide, Sulfide, Telluride, und Phosphide.

### Osmiumtetroxid

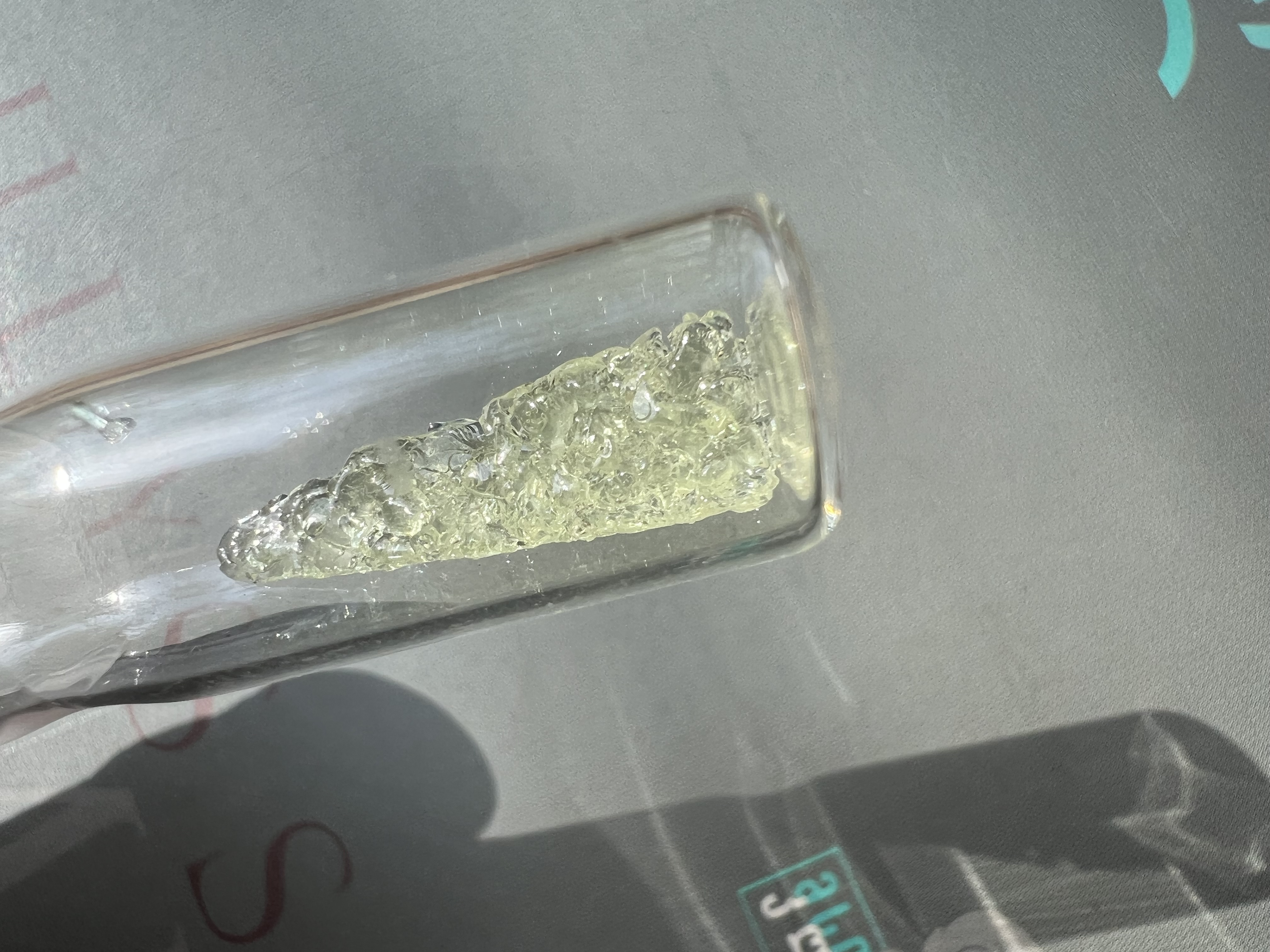
Kristalle von Osmiumtetroxid in einer Ampulle

Osmium(VIII)-oxid (OsO4) ist die bekannteste Verbindung des Osmiums und eine der wenigen stabilen Verbindungen, in der Osmium die Oxidationsstufe +VIII besitzt. Die Verbindung bildet sich durch Einwirkung von Oxidationsmitteln wie Salpetersäure auf metallisches Osmium. Es ist ein leichtflüchtiger Feststoff, der sehr stark oxidierend wirkt. Im Unterschied zu vielen anderen Oxidationsmitteln kann die Reaktion unter stereochemischer Kontrolle ablaufen. Aufgrund dieser Eigenschaften hat die Verbindung trotz der hohen Toxizität und des hohen Preises einige Anwendungen wie in der Sharpless-Dihydroxylierung gefunden. Osmiumtetroxid wird häufig nur in katalytischen Mengen eingesetzt.
Es wird zur Fixierung und Kontrastverstärkung von Lipiden (Fetten) und Zellmembranen in der Elektronenmikroskopie und bei der Spurensicherung (Fingerabdrücke) eingesetzt. In der Organischen Chemie dient es als Oxidationsmittel zur cis-Hydroxylierung von Alkenen zu vicinalen Diolen.

### Weitere Osmiumverbindungen
Mit Sauerstoff bildet Osmium weitere Verbindungen, die Oxide Osmiumtrioxid OsO3 und Osmiumdioxid OsO2. Osmiumtrioxid ist nur in der Gasphase stabil, Osmiumdioxid dagegen ein stabiler, hochschmelzender Feststoff in Rutil-Struktur.
Mit den Halogenen Fluor, Chlor, Brom und Iod sind eine Vielzahl von Verbindungen bekannt. Die möglichen Oxidationsstufen des Osmiums reichen dabei von +VII bei Osmium(VII)-fluorid bis +I bei Osmium(I)-iodid.
Des Weiteren sind Verbindungen mit Arsen und Schwefel bekannt, die auch in der Natur vorkommen und als Minerale Erlichmanit (OsS2), Osarsit (OsAsS) und Omeiit (OsAs2) anerkannt sind.

### Komplexverbindungen
Neben diesen Verbindungen sind zahlreiche Komplexverbindungen bekannt. Vom Osmiumtetroxid leiten sich die Osmate, anionische Komplexe des Osmiums ab. Auch mit anderen Liganden, wie Ammoniak, Kohlenstoffmonoxid, Cyanid und Stickstoffmonoxid sind viele Komplexe in verschiedenen Oxidationsstufen bekannt. Mit organischen Liganden, wie Cyclopentadien kann der Osmiumkomplex Osmocen, der zu den Metallocenen gehört, gebildet werden. Neben klassischen Komplexen, bei denen jede Metall-Ligand-Bindung eindeutig bestimmt werden kann, existieren auch nicht-klassische Komplexe. Bei diesen liegen Metallcluster aus mehreren Osmiumatomen vor. Ihre konkrete Gestalt kann mit Hilfe der Wade-Regeln bestimmt werden.